# بيتر بيسل
بيتر بيسل (بالإنجليزية: Peter Bissell)‏ هو دراج بريطاني، ولد في 11 مارس 1986، وتوفي في 29 ديسمبر 2007.